# Zamarada bastelbergeri
Zamarada bastelbergeri là một loài bướm đêm trong họ Geometridae.